# Чапевиці
Чапевиці (пол. Czapiewice) — село в Польщі, у гміні Бруси Хойницького повіту Поморського воєводства.
Населення — 259 осіб (2011).
У 1975-1998 роках село належало до Бидгощського воєводства.

## Демографія
Демографічна структура станом на 31 березня 2011 року:
|          | Загалом | Допрацездатний вік | Працездатний вік | Постпрацездатний вік |
| -------- | ------- | ------------------ | ---------------- | -------------------- |
| Чоловіки | 129     | 34                 | 84               | 11                   |
| Жінки    | 130     | 30                 | 73               | 27                   |
| Разом    | 259     | 64                 | 157              | 38                   |